# Biserica reformată din Deva
Biserica reformată este un monument istoric aflat pe teritoriul municipiului Deva, județul Hunedoara.

## Localitatea
Deva (în maghiară Déva, în germană Deva) este municipiul de reședință al județului Hunedoara, Transilvania, România. Prima mențiune documentară este din anul 1269.

## Istoric și trăsături
Vechea biserică medievală ajunsese la sfârșitul secolului al XIX-lea într-un stadiu avansat de degradare. Comunitatea reformată a organizat o colectă pentru renovarea bisericii, însă din motive necunoscute, lucrările de renovare nu au mai fost începute. Până în 1898 clădirea a ajuns într-o stare atât de degradată, încât, conform expertizei de specialitate, n-ar mai fi avut rost renovarea ei, fiind mai oportună demolarea sa și construirea unei biserici noi.
Biserica nouă a fost construită în Piața Felszeg (în prezent Piața Unirii), la o distanță de 15 metri de locul bisericii vechi. Lucrările de construcție au început în mai 1908, în ziua a doua a Rusaliilor, prin punerea festivă a pietrei de temelie, pe care a fost gravată lista cu numele membrilor bisericii de atunci, deoarece povara financiară a construcției le-a revenit în mare parte. În ciuda greutăților care au apărut de-a lungul lucrărilor, construcția bisericii a fost terminată în toamna anului 1910, fiind sfințită în 23 octombrie 1910.
Clădirea este realizată în  stil neoromanic, după un proiect realizat de József Dobovszky; fațada principală este dominată de turnul clopotniță, ale cărui colțuri sunt marcate de lesene late. Motivul care se repetă la fațadele laterale este cel format din trei ferestre cu închidere semicirculară.
În interior, pe partea vestică a corului, este amenajat amvonul, cu detalii neogotice și neoromanice. Tot în interior se regăsesc mai multe fragmente provenind din vechea biserică, care au fost încastrate în perete. În partea nordică a corului se află piatra funerară a lui Sándor András Tordai, încoronată cu una dintre cheile de boltă ale bisericii medievale, reprezentând blazonul familiei Szapolyai. Pe partea opusă a corului se află piatra funerară a Zsófiei Sulyok, cu blazonul Jagellon deasupra sa.

## Imagini

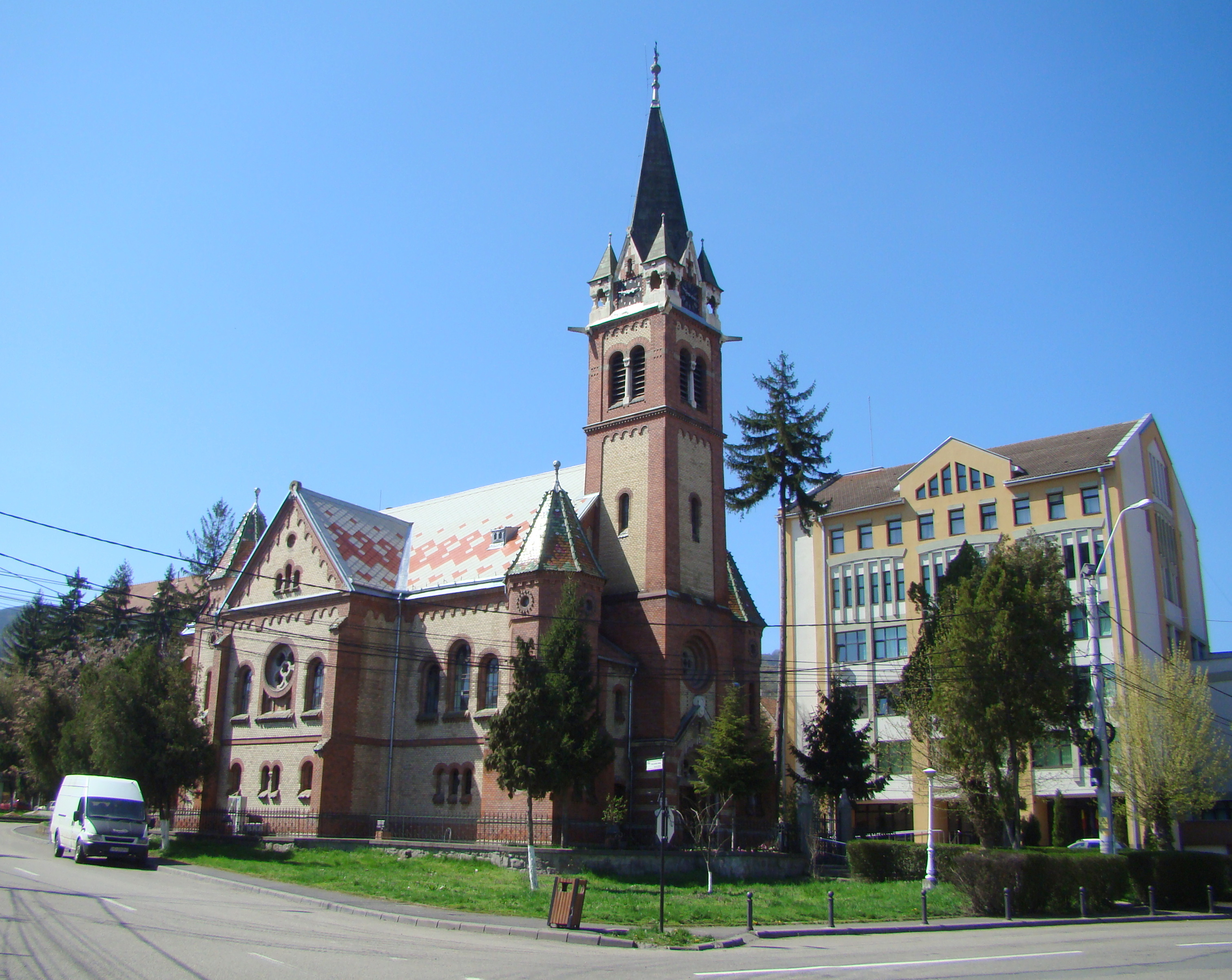
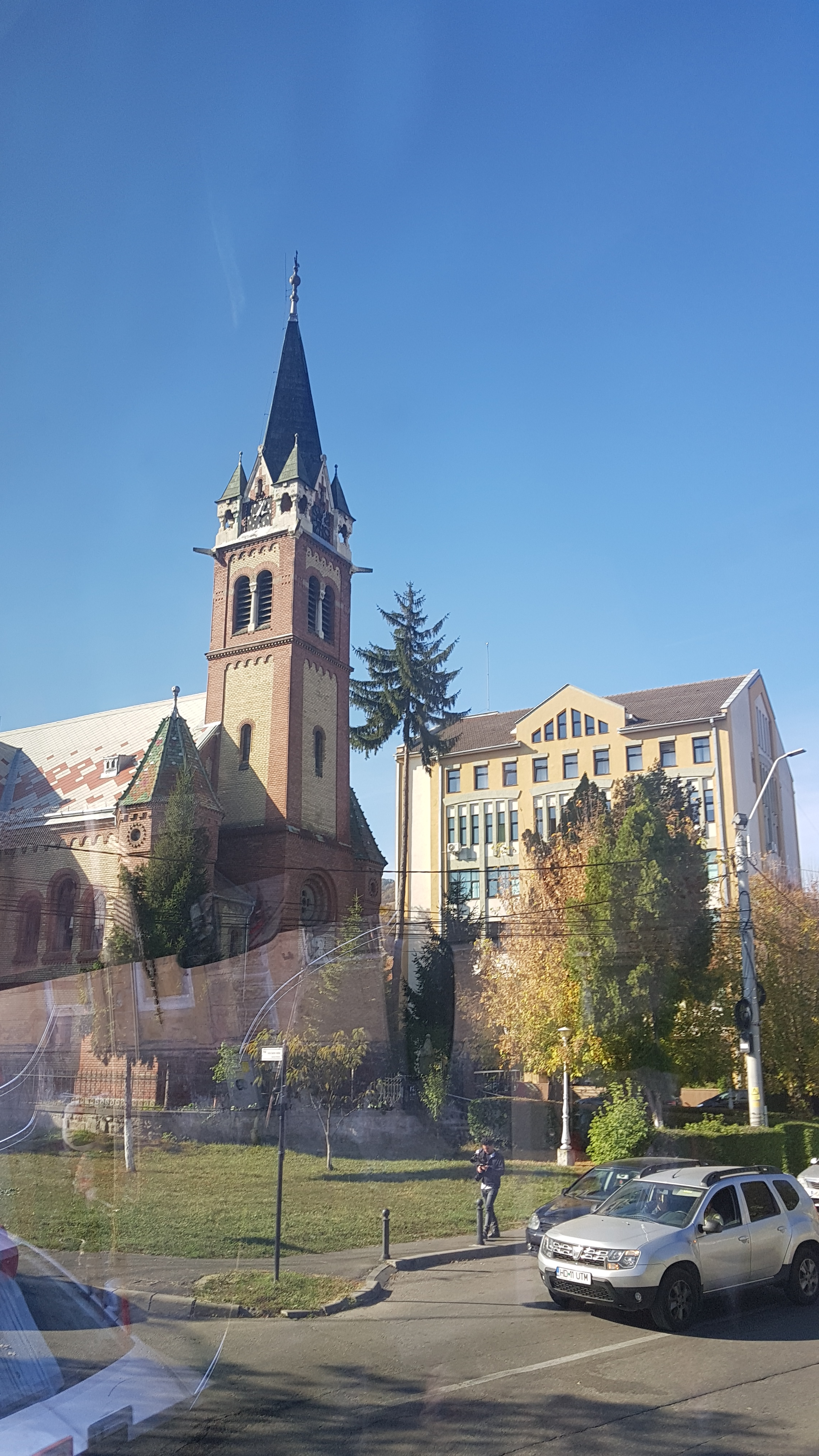
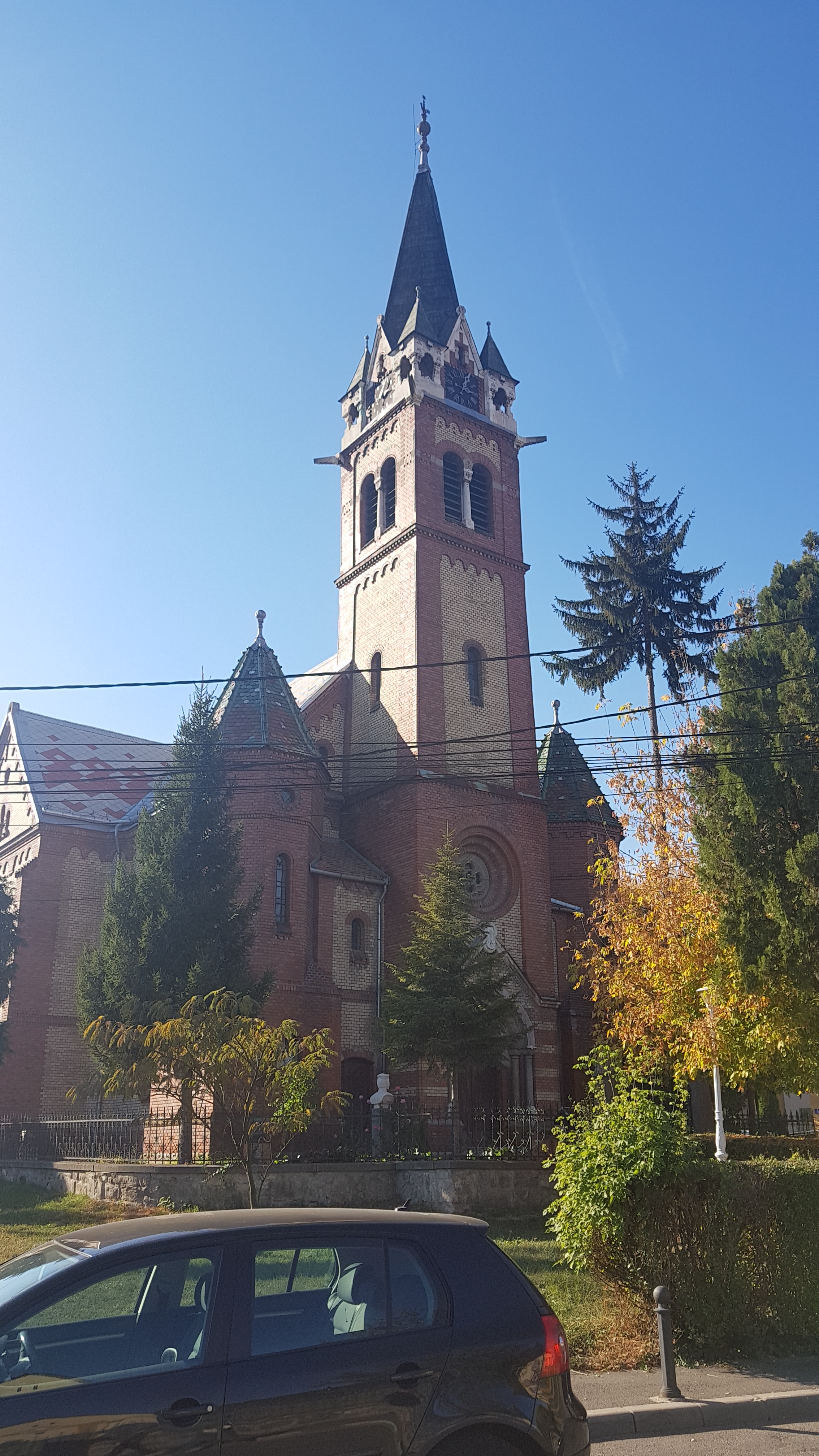
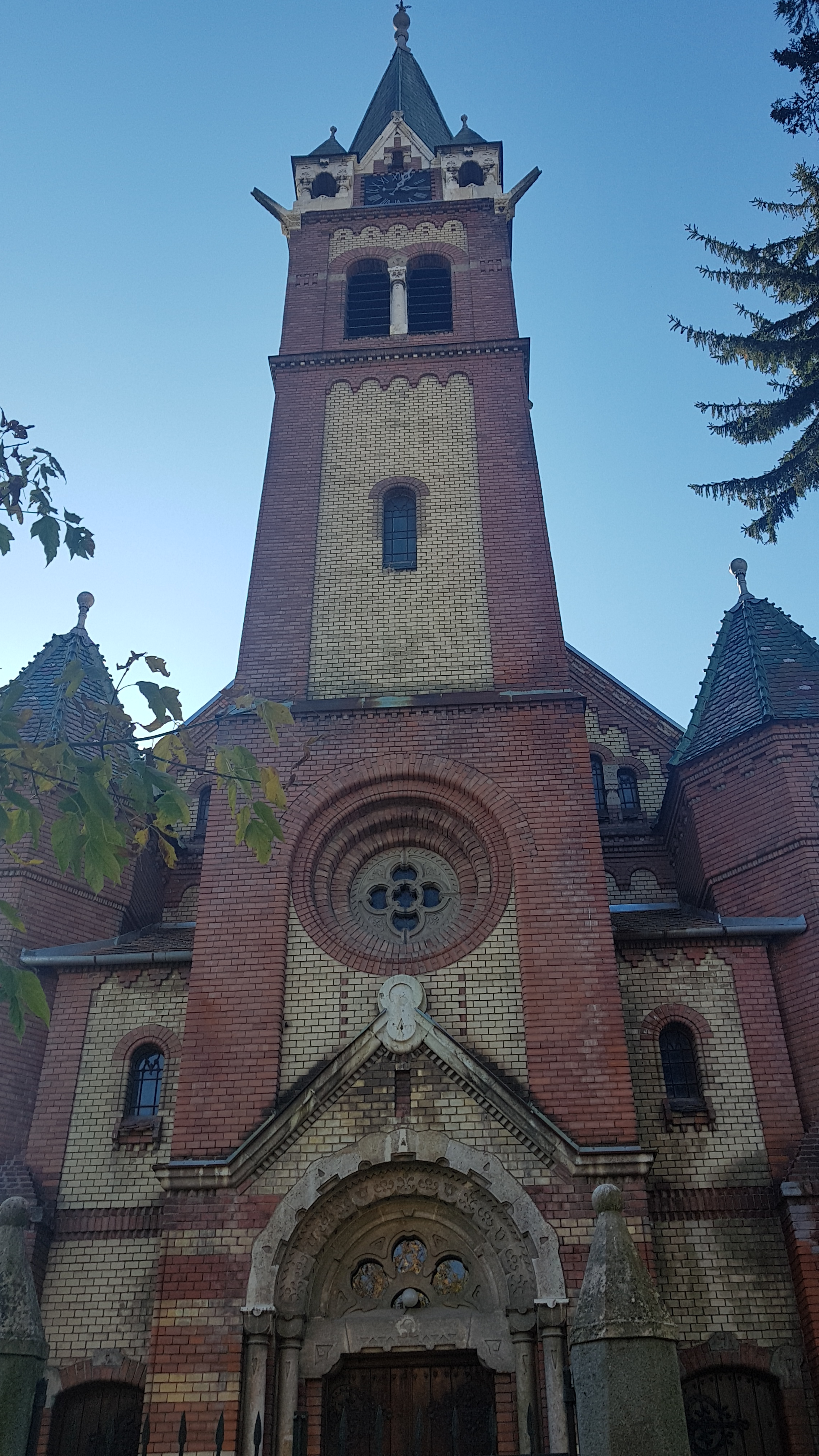
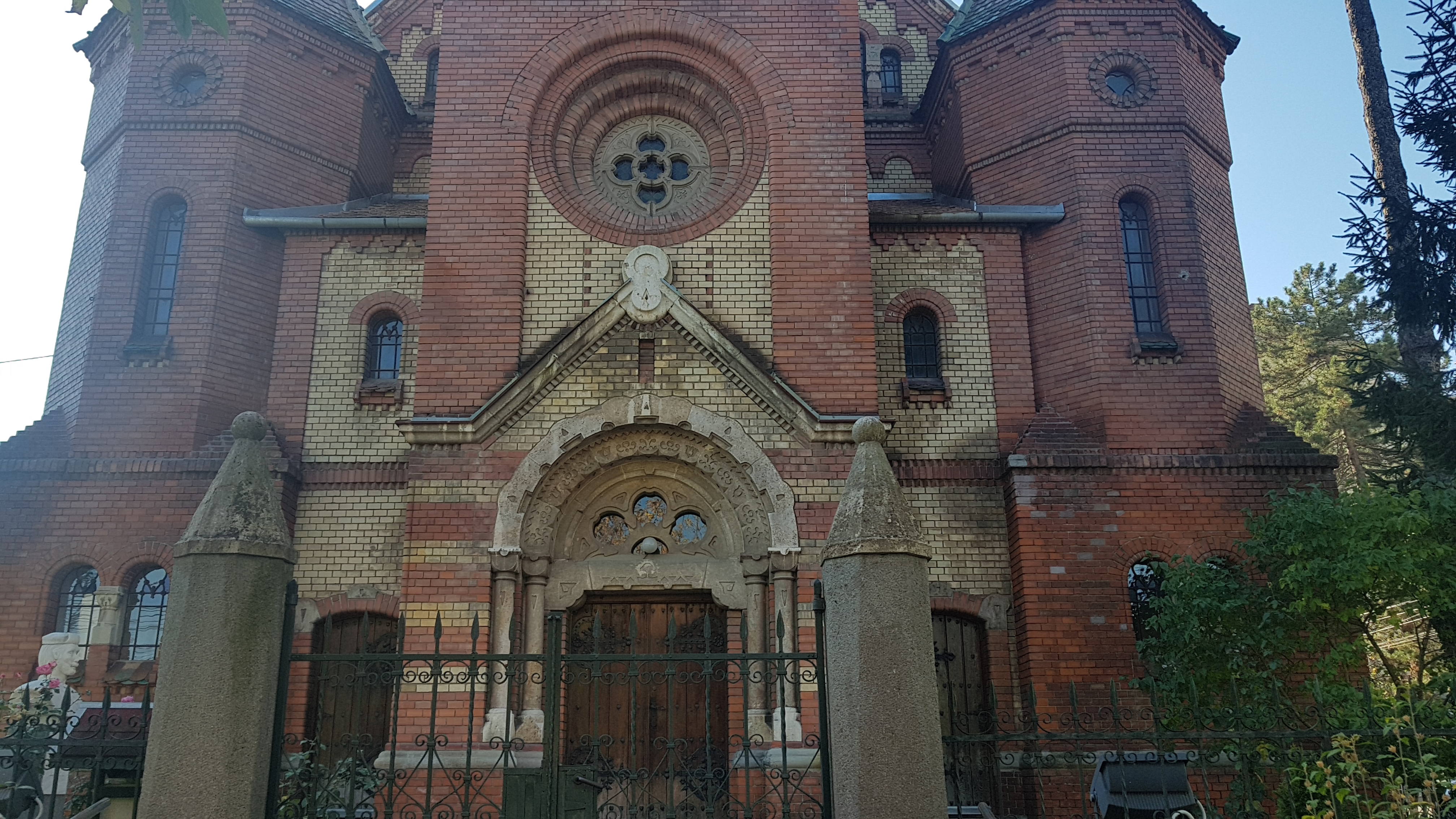
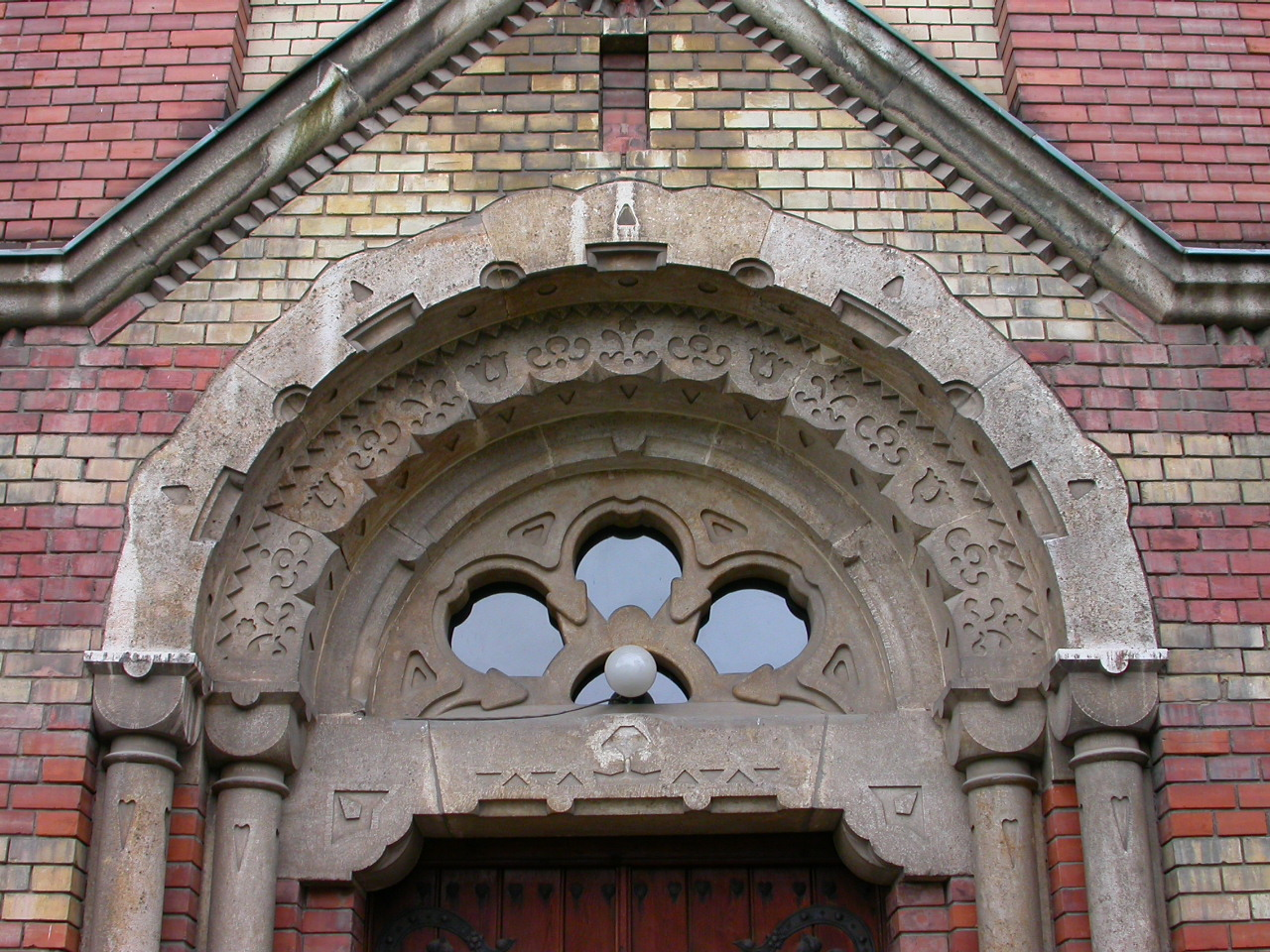
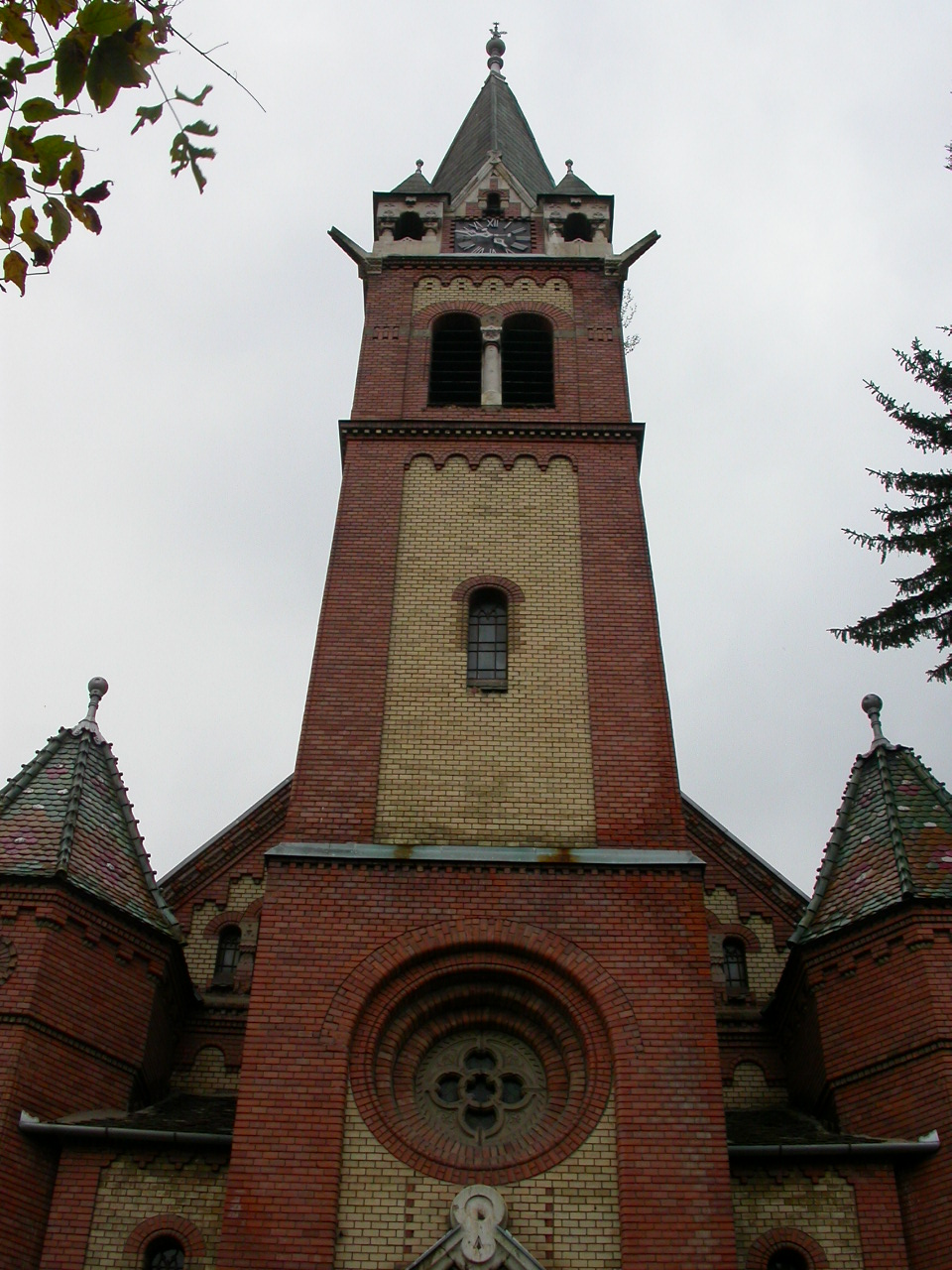
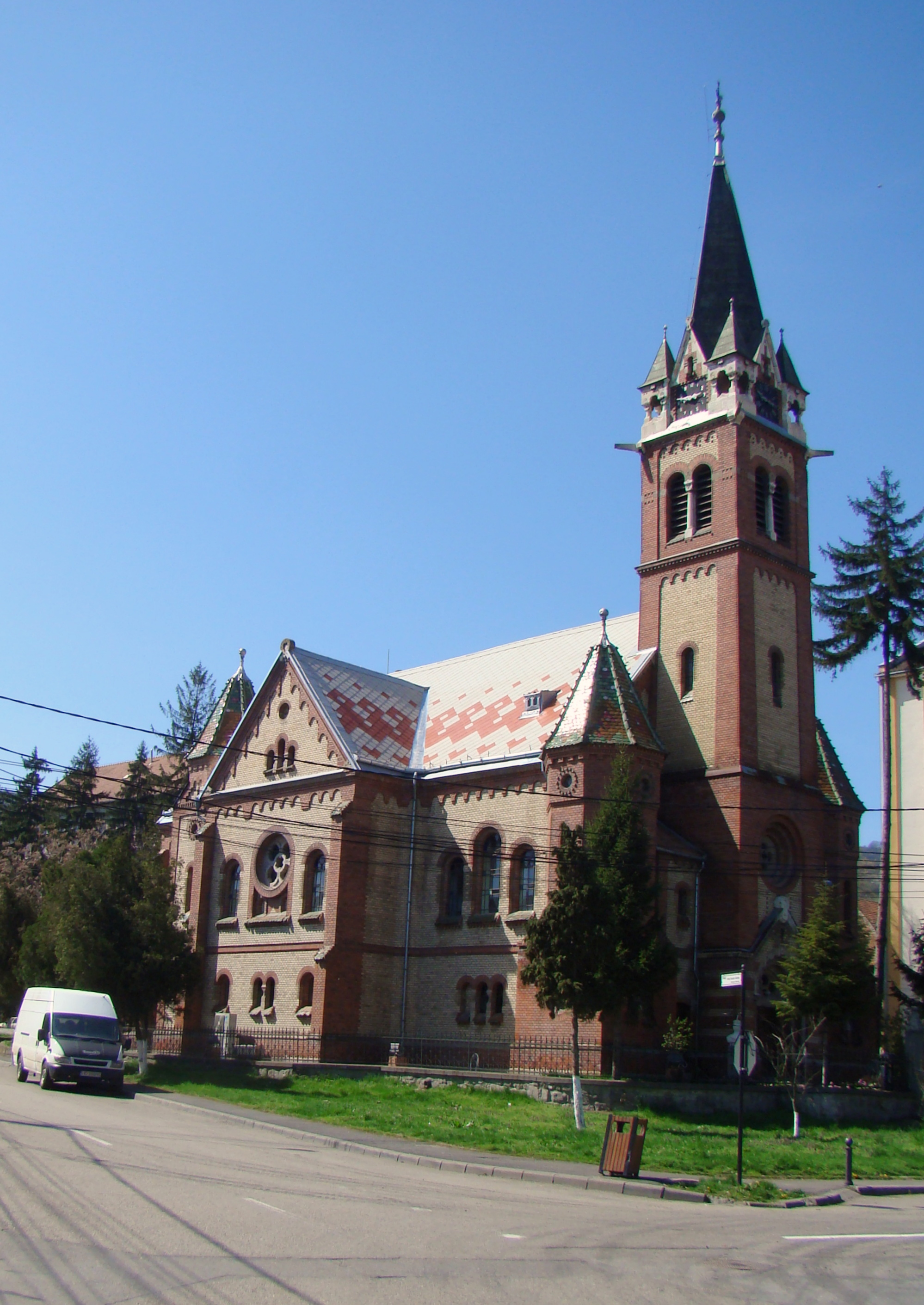